# توم هيوم
توم هيوم (بالإنجليزية: Tom Hume)‏ هو لاعب كرة قاعدة أمريكي، ولد في 29 مارس 1953 في سينسيناتي في الولايات المتحدة.

## وصلات خارجية
- توم هيوم على موقع دوري كرة القاعدة الرئيسي (الإنجليزية)
- توم هيوم على موقعبيزبول رفرنس.كوم (الدوري الرئيسي) (الإنجليزية)
- توم هيوم على موقعبيزبول رفرنس.كوم (الدوري الثانوي) (الإنجليزية)
- توم هيوم على موقع إي إس بي إن.كوم (أم.أل.بي) (الإنجليزية)
- توم هيوم على موقع مشجعي الرسوم البيانية (الإنجليزية)